# Portada/efemèride gener 15
Victòria dels Àngels
« 14 de gener · 15 de gener · 16 de gener »